# Cathrin Lange

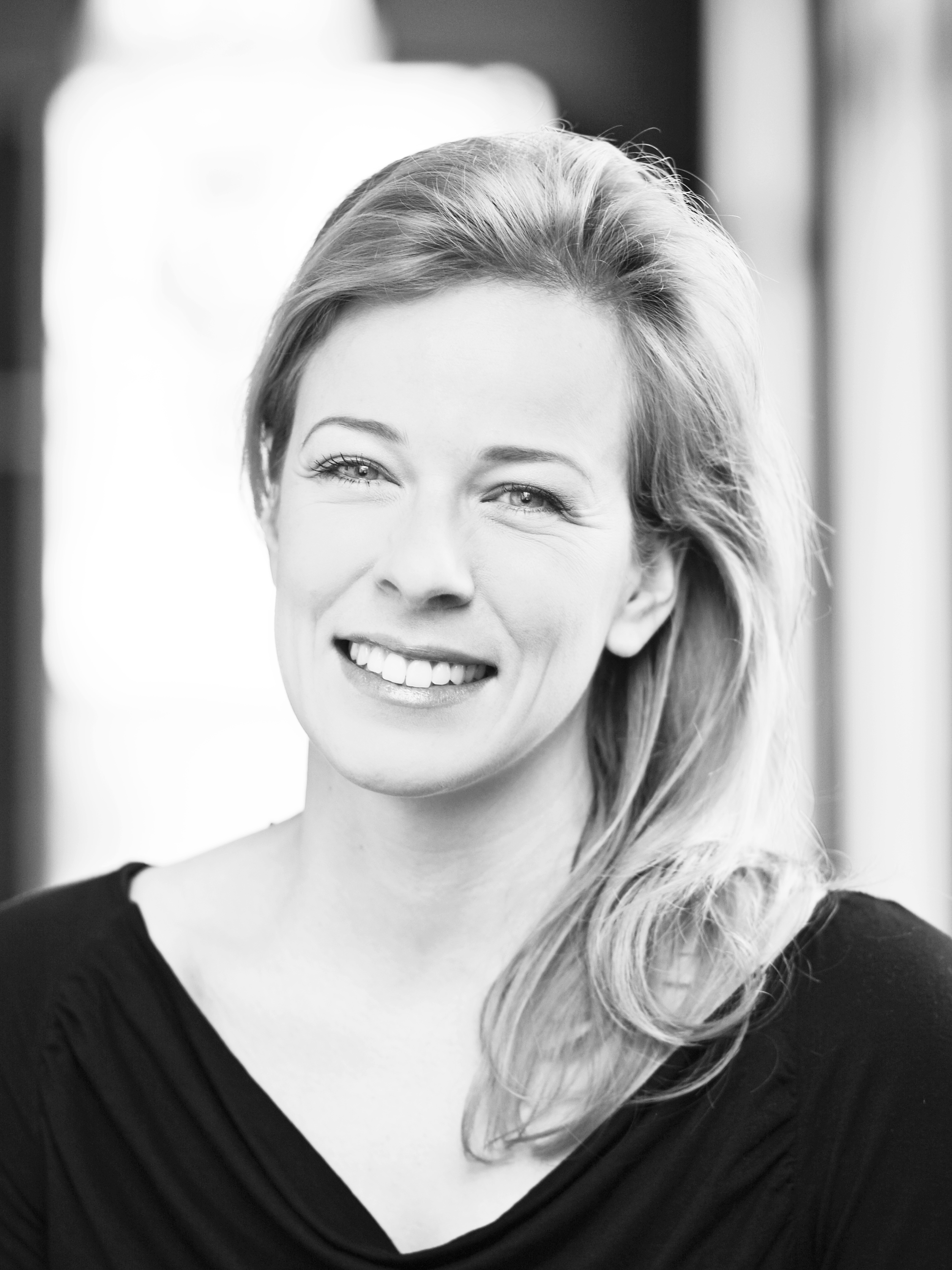
Cathrin Lange

Cathrin Lange (* 1982 in Aachen) ist eine deutsche Opern-, Operetten-, Lied- und Oratoriensängerin in der Stimmlage Sopran.

## Leben
Cathrin Lange erhielt schon in ihrem Elternhaus eine musikalische Ausbildung. Seit ihrem vierzehnten Lebensjahr nahm sie bis zum Beginn des Studiums Klavier- und Gesangsunterricht an der Musikschule Düren. Von 2001 bis 2007 absolvierte sie an der Folkwang Universität der Künste in Essen bei Soto Papulkas und Jagna Sokorska-Kwika ein Gesangsstudium, welches sie im Jahr 2007 mit Diplom abschloss.
Die Sopranistin belegte Meisterkurse u. a. bei Brigitte Fassbaender, Norman Shetler, Julie Kaufmann, Klesie Kelly-Moog und Ingrid Kremling.
Von 2009 bis 2017 war Cathrin Lange Ensemblemitglied am Theater Augsburg und von 2018 bis 2023 am Staatstheater Darmstadt engagiert.
Zu ihren gesungenen Partien gehören u. a.: Violetta in La Traviata, Gilda in Rigoletto, Liù in Turandot, Olympia in Hoffmanns Erzählungen, Adina in L’elisir d’amore, Pamina in Die Zauberflöte, Oscar in Ein Maskenball , Mélisande in Pelléas et Mélisande, Musetta in La Bohème, Gretel in Hänsel und Gretel, Sandrina in La finta giardiniera, Susanna in Le nozze di Figaro, Zerlina in Don Giovanni, Adele in Die Fledermaus, Frasquita in Carmen, Miss Schlesen in Satyagraha, Sopran 2 in Al gran sole carico d’amore und Eliza Doolittle in My Fair Lady.
Ein Gastengagement führt sie Anfang 2023 erstmals an die Vlaamse Opera nach Antwerpen, wo sie ein weiteres Mal in der erfolgreichen Produktion Satyagraha von Sidi Larbi Cherkaoui die Ms Schlesen singt.
Weitere Gastengagements führten sie an die Staatsoper Stuttgart, die Komischen Oper Berlin, das Theater Basel, das Aalto-Theater Essen, die Staatsoper Saarbrücken, die Oper Graz, das Pfalztheater Kaiserslautern, das Theater Ulm und das Salzburger Landestheater.
Lange widmet sich neben ihrer Theatertätigkeit auch dem Konzert- und Oratoriengesang. So sang sie u. a. Matthäuspassion von J.S.Bach, Ein deutsches Requiem von Johannes Brahms, Messias von Georg Friedrich Händel, Lobgesang von Felix Mendelssohn Bartholdy, die Krönungsmesse und das Requiem von Wolfgang Amadeus Mozart, die 3. Sinfonie von Leonard Bernstein, das Requiem von Gabriel Fauré, Carmina Burana von Carl Orff und die Mass of the Children von John Rutter.
Von 2011 bis 2013 sang Cathrin Lange die Nationalhymnen zur Siegerehrung der DTM (Deutsche Tourenwagen Masters) europaweit bei allen Läufen. Die Rennen wurden inklusive der Siegerehrung bundesweit vom Fernsehpartner ARD übertragen.

## Rollen (Auswahl)
- 2012, 2018: Die Fledermaus, Operette von Johann Strauss am Theater Augsburg und am Staatstheater Darmstadt (Adele)
- 2013: Rigoletto, Oper von Giuseppe Verdi am Theater Augsburg (Gilda)
- 2014: Pelléas et Mélisande, Oper von Claude Debussy am Theater Augsburg (Mélisande)
- 2014: Jenůfa, Oper von Leoš Janáček am Theater Augsburg und am Staatstheater Stuttgart (Karolka)
- 2014, 2017: Hänsel und Gretel, Oper von Engelbert Humperdinck am Theater Augsburg und am Pfalztheater Kaiserslautern (Gretel)
- 2015: La finta giardiniera, Oper von Wolfgang Amadeus Mozart am Theater Augsburg (Sandrina)
- 2015: Hoffmanns Erzählungen, Oper von Jacques Offenbach am Theater Augsburg (Olympia)
- 2016, 2017: Die Csárdásfürstin, Operette von Emmerich Kálmán am Theater Augsburg und am Pfalztheater Kaiserslautern (Komtesse Anastasia Eggenberg)
- 2016: Die Entführung aus dem Serail, Oper von Wolfgang Amadeus Mozart am Opernhaus Graz (Blonde)
- 2016, 2017: L’elisir d’amore, Oper von Gaetano Donizetti am Theater Augsburg, am Theater Ulm und an der Staatsoper Saarbrücken (Adina)
- 2016: Idomeneo, Oper von Wolfgang Amadeus Mozart am Theater Augsburg (Ilia)
- 2017, 2023: Satyagraha, Oper von Philip Glass am Theater Basel, an der Komischen Oper Berlin und an der Vlaamse Opera Antwerpen (Miss Schlesen)
- 2017: Der Freischütz, Oper von Carl Maria von Weber am Theater Augsburg (Ännchen)
- 2018: Le nozze di Figaro, Oper von Wolfgang Amadeus Mozart am Staatstheater Darmstadt (Susanna)
- 2018: Così fan tutte, Oper von Wolfgang Amadeus Mozart am Staatstheater Darmstadt (Despina)
- 2018: Die Zauberflöte, Oper von Wolfgang Amadeus Mozart am Staatstheater Darmstadt (Pamina, 1.Dame)
- 2018: Un ballo in maschera, Oper von Giuseppe Verdi am Staatstheater Darmstadt (Oscar)
- 2019: Al gran sole carico d’amore, Oper von Luigi Nono am Theater Basel (Sopran 2)
- 2022: Morgen und Abend, Oper von Georg Friedrich Haas an der Oper Graz (Hebamme, Signe)
- 2022: Turandot, von Giacomo Puccini am Staatstheater Darmstadt (Liù)
- 2023: La Traviata, von Giuseppe Verdi am Staatstheater Darmstadt (Violetta)

## Auszeichnungen/Preise
- 2012: Theaterpreis Augsburg in der Sparte „Musiktheater“[1]
- 2014: Bayerischer Kunstförderpreis in der Sparte „Darstellende Kunst“ (mit 6000 Euro dotiert)[2][3]
- 2017: Nominierung für die beste weibliche Nebenrolle für den Österreichischen Musiktheaterpreis (Blonde in Graz)[4]

## Diskografie
- Cécile Chaminade: Lieder auf Unerhört! Begegnungen mit Komponistinnen. Mit Jana Baumeister, Georg Festl, Cathrin Lange, Solgerd Isalv, Juliana Zara. Klavier: Jan Croonenbroeck, Giacomo Marignani, Irina Skhirtladze, Neil Valenta, Alice Zorzit. Staatstheater Darmstadt, 2023.